# Polyscias lecardii
Polyscias lecardii är en araliaväxtart som först beskrevs av René Viguier, och fick sitt nu gällande namn av Lowry. Polyscias lecardii ingår i släktet Polyscias och familjen Araliaceae. Inga underarter finns listade.